# Ena von Baer
Ena Anglein von Baer Jahn (nascida em 28 de novembro de 1974) é uma jornalista, cientista política e senadora chilena que integra a União Democrática Independente (UDI).
Em dezembro de 2009, von Baer perdeu uma disputa muito acirrada por um assento no Senado. Em março de 2010, ela se tornou ministra secretária-geral do Governo. Em julho de 2011 ela foi designada senadora, substituindo Pablo Longueira, que deixou o Senado para assumir o Ministério da Economia.
Antes de trabalhar no governo, von Baer foi painelista num programa político televisivo e trabalhou no Instituto Libertad y Desarrollo, um think tank de extrema-direita.